# Topologia (matemática)

Deformação de uma caneca num toro.

Topologia (do grego topos, "lugar", e logos, "estudo") é o ramo da matemática que estuda os espaços topológicos, sendo considerado como uma extensão da geometria.
A palavra topologia é usada tanto para descrever essa área de estudos quanto para designar uma família de conjuntos (conjuntos abertos) utilizados para definir o conceito básico da teoria, o espaço topológico.
A Topologia é uma área muito ampla, com muitas sub-áreas. A divisão mais básica é:
- Topologia Geral, que investiga conceitos como compacidade, conexidade, separabilidade;
- Topologia algébrica,  que investiga conceitos como homotopia e homologia;[4]
- Topologia geométrica, que estuda as variedades e suas aplicações, fibrados incluindo a teoria dos nós.

Particularmente importantes no estudo dos espaços topológicos são as funções conhecidas como homeomorfismos. Trata-se de funções que preservam a "estrutura topológica" do seu espaço. Assim, se entre dois espaços existe um homeomorfismo, então esses espaços são topologicamente indistinguíveis.

## História
A palavra topologia foi oficialmente usada pela primeira vez por Johann Benedict Listing em 1847 no artigo Vorstudien zur Topologie, Vandenhoeck und Ruprecht, Göttingen, pp. 67, 1848. Entretanto Listing já vinha usando tal termo há pelo menos 10 anos, em suas correspondências. O termo "topology" (Topologia em inglês) foi introduzido muitos anos mais tarde na revista Nature em um artigo de 1883 com a finalidade de "distinguir a geometria qualitativa da geometria comum onde os aspectos qualitativos são primariamente estudados".

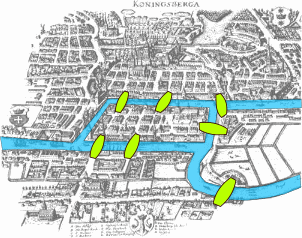
As sete pontes de Königsberg

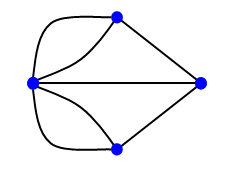
Grafo estilizado das pontes de Königsberg.

No entanto, a resolução do problema das sete pontes de Königsberg por Leonard Euler em 1736 é considerada como sendo um dos primeiros resultados topológicos. Este é um exemplo de problema que liga diferentes áreas da matemática, neste caso a topologia com a teoria dos grafos.
O estudo dos espaços de funções, realizados por matemáticos notáveis como Georg Cantor, Vito Volterra, Cesare Arzelà, Jacques Hadamard, entre outros, culmina com o trabalho de Maurice Fréchet, que introduziu a noção de espaço métrico, muitas de suas características lembrando o Rⁿ. Atualmente os espaços métricos são considerados casos específicos, mas muito importantes, de uma classe mais geral conhecida como espaços topológicos.
A formalização do conceito de espaço topológico é devida a Felix Hausdorff que definiu em 1914 o que hoje é conhecido como espaço de Hausdorff. Como se vê pela própria definição dada abaixo, a topologia moderna se baseia fortemente na teoria dos conjuntos, assim como a maior parte da matemática. O conceito final de espaço topológico é um pouco mais geral que o conceito de espaço de Hausdorff e foi introduzido posteriormente por Kazimierz Kuratowski em 1922.
Henri Poincaré introduziu em seu livro "Analysis Situs" de 1895 os conceitos de homotopia e homologia, sendo considerado o marco de criação da topologia algébrica. O interesse no estudo da topologia algébrica inclui a percepção que alguns problemas topológicos são mais tratáveis que problemas algébricos, entre esse está mostrar que Rⁿ não é topologicamente equivalente (homeomorfo) a Rª se a é diferente de n.

## Aspectos elementares

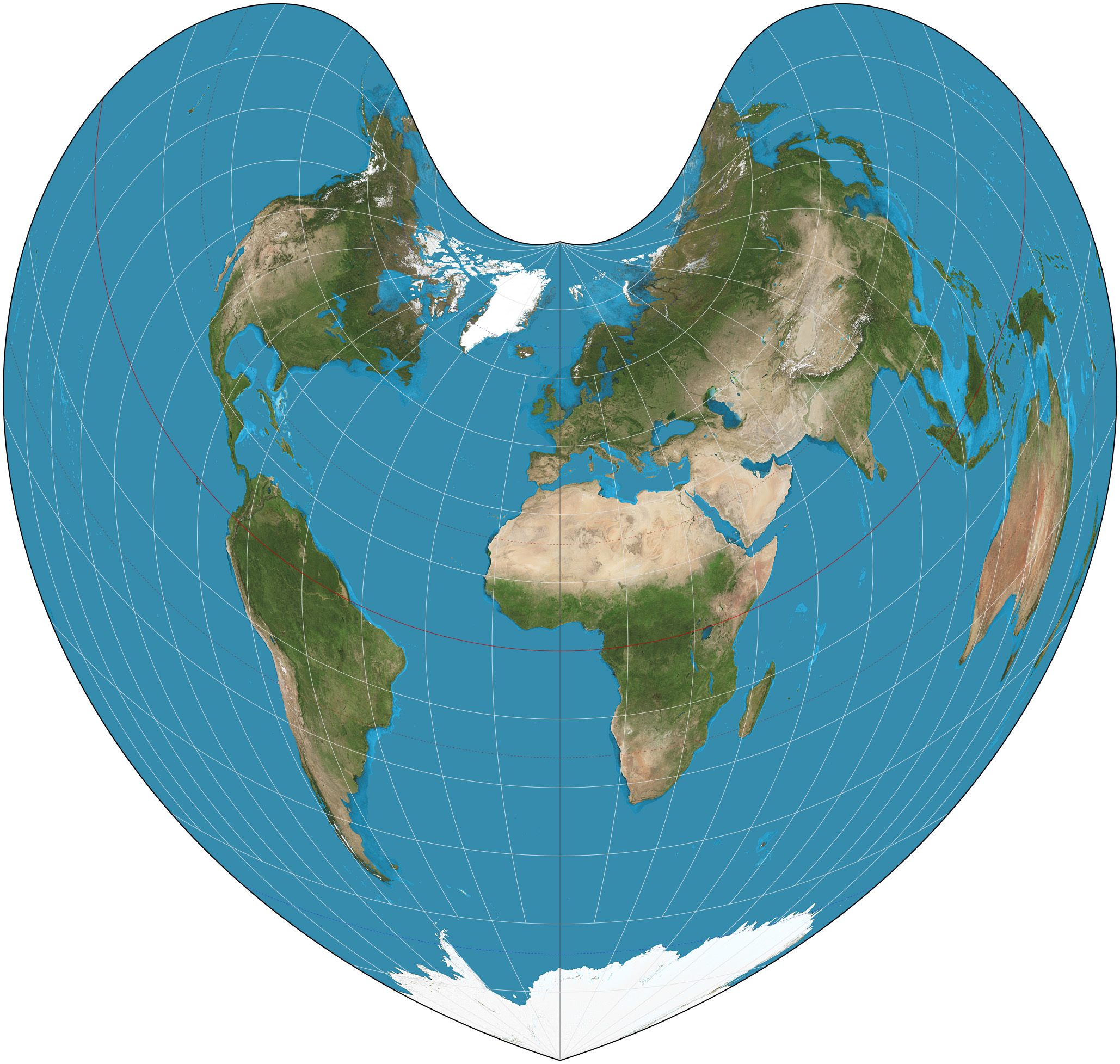
Boa projeção SW
O mundo na projeção de Bonne. 15° graticule, 45° paralelo padrão. A imagem é um derivado do composto do mês de verão Blue Marble da NASA com oceanos iluminados para melhorar a legibilidade e o contraste. Imagem criada com o software de projeção de mapa Geocart.

Espaços topológicos estão presentes em quase todos os ramos da matemática. Tal fato permitiu que a topologia se tornasse uma ponte entre diversas teorias matemáticas. A topologia geral, ou como é chamada em inglês, point set topology, define e estuda propriedades dos espaços topológicos como conexidade e compacidade. Além disto, a topologia geral classifica aplicações entre espaços topológicos por meio de termos como continuidade, homeomorfismos e aplicações próprias.
Já a topologia algébrica estuda as diferentes maneiras em que se pode associar a um determinado espaço topológico uma estrutura algébrica. Um exemplo disto é o chamado functor grupo fundamental, que associa um grupo a cada espaço topológico conexo por caminhos. Outros objetos de estudo da topologia algébrica são a homologia e a teoria K de um espaço topológico, que associam a um espaço topológico uma sequência de grupos abelianos e um par ordenado de anéis, respectivamente.
Outro ramo da topologia é a topologia diferencial, que estuda a topologia de variedades diferenciáveis, e quais propriedades definidas em termos analíticos são na realidade conseqüências da  topologia de uma variedade. Entre as implicações importantes desta teoria, temos o teorema de Gauss-Bonnet, a teoria de Morse e o teorema do índice de Hopf.
No contexto da teoria das categorias existe uma generalização de espaço topológico, definida por Grothendieck e que denomina-se topos.